# Muzeum Akropolu w Atenach
Muzeum Akropolu w Atenach (gr. Μουσείο Ακρόπολης) – muzeum archeologiczne poświęcone znaleziskom z akropolu ateńskiego.
Nowy gmach muzeum, zaprojektowany przez zespół szwajcarskiego architekta Bernarda Tschumiego, został otwarty dla zwiedzających 20 czerwca 2009.

## Położenie
Nowe Muzeum Akropolu znajduje się ok. 300 m na południowy wschód od Partenonu.

## Historia
Zabytki akropolu ateńskiego miały zachować się w stanie nienaruszonym do XVII w. W poł. XVII w. propyleje zostały zniszczone przez wybuch amunicji, która była tu składowana. Pod koniec XVII w. Turcy osmańscy rozebrali świątynię Ateny Nike, by zdobyć materiały na umocnienie wzgórza. W 1687 roku, wiele budowli akropolu zostało zniszczonych podczas ataku Wenecjan. Przez wiele kolejnych lat, odwiedzający akropol przeszukiwali ruiny i zabierali fragmenty rzeźb i budowli na pamiątkę. W latach 1801–1810 Thomas Bruce (1766–1841) zlecił zdjęcie starożytnych rzeźb z Partenonu (tzw. marmurów Elgina), które w 1816 roku zostały wywiezione do Wielkiej Brytanii i sprzedane British Museum.
W 1833 roku wojska tureckie opuściły akropol, a władze nowo utworzonego państwa greckiego rozpoczęły dyskusje nad utworzeniem muzeum akropolu, by chronić jego zabytki przed rabunkiem i zniszczeniem. W 1863 roku podjęto decyzję o budowie muzeum na południowy wschód od Partenonu. Pierwsze muzeum Akropolu w Atenach wzniesiono w latach 1865–1874 według projektu greckiego architekta Panagisa Kalkosa (1818–1875). Muzeum miało ograniczoną powierzchnię – 800 m², która szybko się zapełniła. Po odkryciu licznych posągów w 1885 roku, w 1888 roku podjęto decyzję o budowie nowego gmachu – Małego Muzeum Akropolu.
Po II wojnie światowej Małe Muzeum zostało zburzone w latach 1946–1947, a Stare Muzeum rozbudowane. Muzeum otwarto dla publiczności w 1965 roku. W 1975 roku, wraz z decyzją o przeniesieniu pozostałych rzeźb z Partenonu do muzeum, powstała pilna potrzeba poszerzenia powierzchni muzealnej. W 1976 roku decyzję o budowie nowego muzeum i jego lokalizacji podjął ówczesny premier Grecji Konstandinos Karamanlis (1907–1998).
Konkursy na budowę nowego gmachu z 1976 i 1979 roku pozostały nierozstrzygnięte. W 1989 roku Ministerstwo Kultury, zabiegające o zwrot marmurów Elgina, ogłosiło kolejny konkurs, na który wpłynęły 483 oferty. Wybrano wówczas projekt włoskich architektów, który jednak nie został zrealizowany z uwagi na znaleziska archeologiczne w miejscu przeznaczonym pod budowę muzeum. W 1994 roku powołano do życia komitet na rzecz budowy nowego muzeum, któremu przewodniczył najpierw Sotiris Mousouris, a od 2000 roku profesor archeologii Uniwersytetu Arystotelesa w Salonikach – Dimitrios Pandermalis. W 2000 roku rozpisano kolejny konkurs, którego zwycięzcą został zespół szwajcarskiego architekta Bernarda Tschumiego.
Projekt zespołu Tschumiego zakładał wzniesienie gmachu nad stanowiskiem archeologicznym, by stanowiło ono część muzeum. Dopiero po ukończeniu prac wykopaliskowych w 2002 roku, architekci mogli sporządzić ostateczny projekt muzeum. Budowę rozpoczęto w 2003 roku, a ukończono w 2007 roku. Budowa została sfinansowana przy pomocy środków europejskich z Europejskiego Funduszu Rozwoju Regionalnego. Nowe Muzeum Akropolu, o powierzchni 14 tys. m², zostało otwarte dla zwiedzających 20 czerwca 2009 roku.

## Zbiory
Na czterech piętrach, muzeum prezentuje fragmenty budowli, rzeźby, posągi oraz artefakty znalezione na wzgórzu akropolu ateńskiego, na przykład fragmentarycznie zachowaną marmurową rzeźbę znaną jako Blondynek.
Na parterze prezentowane są znaleziska ze zboczy wzgórza, na pierwszym piętrze m.in. 5 z 6 kariatyd podtrzymujących dach Erechtejonu a na ostatnim znaleziska z Partenonu, m.in.:
- Fragmenty fryzu panatenajskiego dłuta Fidiasza zdobiącego Partenon – fryz składał się z 115 bloków i miał 160 m długości, tematem były Panatenaje – święto upamiętniające narodziny bogini Ateny[9]. Na fryzie ukazano procesję, w której przedstawiono 378 postaci ludzkich i boskich oraz 200 zwierzęcych, głównie koni[9]. W muzeum znajduje się 50 m fryzu, kolejne 80 jest w posiadaniu British Museum, jeden blok w Luwrze, a pojedyncze fragmenty w muzeach w Palermo, Watykanie, Würzburgu, Wiedniu, Monachium i Kopenhadze[9].
- 92 metopy z Partenonu – każda metopa przedstawia osobną scenę z udziałem najczęściej dwóch postaci, ilustrującą legendarną bitwę, symbolizując zwycięstwo Ateńczyków nad Persami. Metopy wschodnie ukazują sceny z gigantomachii, zachodnie z amazonomachii, południowe z centauromachii a północne z eposu Iliupersis[10].
- Atena zadumana – starożytna marmurowa grecka stela z reliefem przedstawiającym boginię Atenę.